# Bucanetes
Bucanetes är ett fågelsläkte i familjen finkar inom ordningen tättingar: Släktet omfattar endast två arter som förekommer från Kanarieöarna till Centralasien och Pakistan:
- Ökentrumpetare (B. githagineus)
- Mongolfink (B. mongolicus)